# Rhynchoglossum gardneri
Rhynchoglossum gardneri är en tvåhjärtbladig växtart som beskrevs av Gottfried Ludwig Theobald och Grupe. Rhynchoglossum gardneri ingår i släktet Rhynchoglossum och familjen Gesneriaceae. Inga underarter finns listade i Catalogue of Life.